# Cryptoblepharus rutilus
Espèce
Synonymes
- Ablepharus rutilus Peters, 1879
- Ablepharus boutonii rutilus Peters, 1879

Statut de conservation UICN

 LC  : Préoccupation mineure
Cryptoblepharus rutilus est une espèce de sauriens de la famille des Scincidae.

## Répartition
Cette espèce est endémique des Palaos.

## Publication originale
- Peters, 1879 : Neue oder Weniger bekannte Eidechsenarten aus der Familie der Scinciden (Eumeces güntheri, Euprepes notabilis, Ablepharus rutilus). Sitzungsberichte der Gesellschaft Naturforschender Freunde zu Berlin, vol. 1879, p. 35-37 (texte intégral).